# Ian Mueller
Ian Bisset Mueller (* 5. Februar 1938; † 6. August 2010 in Chicago) war ein US-amerikanischer Mathematik- und Philosophiehistoriker auf dem Gebiet der antiken Philosophie.
Ian Mueller studierte an der Princeton University, wo er 1959 den B.A. erwarb. Den M.A. erwarb er 1961 an der Harvard University, wo er 1964 mit einer mathematischen Dissertation zu dem Thema The Relationship of the Generalized Continuum Hypothesis and the Axiom of Choice to the von Neumann-Bernays-Gödel Axioms for Set Theory promoviert wurde. Von 1963 bis 1965 war er Instructor an der Harvard University, von 1965 bis 1967 Assistant Professor an der University of Illinois at Urbana-Champaign (erst hier lernte er Griechisch), und darauf Assistant Professor an der University of Chicago, wo er 1970 tenure erhielt und 1979 zum Full Professor ernannt wurde. 1999 ging er in den Ruhestand. Zu seinen Schülern zählen Rachana Kamtekar, Stephen Menn, Deborah Karen Ward Modrak, James Wilberding.
Er war verheiratet mit der Anglistin Janel Mueller, mit der er zwei Töchter hatte.
Mueller arbeitete zur griechischen Logik, zur logischen Struktur griechischer mathematischer Texte und zur griechischen Philosophie der Mathematik (insbesondere Euklid, Platon, Aristoteles), bevor er sich der griechischen Doxographie und dem Neuplatonismus mit seinen Strategien der Aristotelesinterpretation zuwandte. Zu dem von Richard Sorabji initiierten Ancient Commentators on Aristotle Project trug er über zehn Bände (zu Alexander von Aphrodisias beziehungsweise Simplikios) bei.

## Schriften (Auswahl)
- Philosophy of Mathematics and Deductive Structure in Euclid’s Elements. Cambridge, MA 1981.
- (Übers. mit Josiah Gould): Alexander of Aphrodisias, On Aristotle Prior Analytics 1.8–13. Duckworth, London and Cornell University Press, Ithaca 1999, ISBN 0-7156-2855-0.
- (Übers. mit Josiah Gould): Alexander of Aphrodisias, On Aristotle Prior Analytics 1.14–22. Duckworth, London and Cornell University Press, Ithaca 1999, ISBN 0-7156-2876-3.
- (Übers.): Simplicius, On Aristotle On the Heavens 2.1–9. Duckworth, London and Cornell University Press, Ithaca 2004, ISBN 0-7156-3200-0.
- (Übers.): Simplicius, On Aristotle On the Heavens 2.10–14. Duckworth, London and Cornell University Press, Ithaca 2005, ISBN 0-7156-3342-2.
- (Übers.): Alexander of Aphrodisias, On Aristotle Prior Analytics 1.23–31. Duckworth, London and Cornell University Press, Ithaca 2006, ISBN 0-7156-2876-3.
- (Übers.): Alexander of Aphrodisias, On Aristotle Prior Analytics 1.32–46. Duckworth, London and Cornell University Press, Ithaca 2006, ISBN 0-7156-3408-9.
- (Übers.): Simplicius, On Aristotle On the Heavens 3.1–7. Bristol Classical Press, London 2009, ISBN 978-1-4725-5784-1.
- (Übers.): Simplicius, On Aristotle On the Heavens 3.7–4.6. Bristol Classical Press, London 2009, ISBN 978-1-4725-5785-8.
- (Übers.): Simplicius, On Aristotle On the Heavens 1.2–3. Bristol Classical Press, London 2011, ISBN 978-1-4725-5791-9.
- (Übers.): Simplicius, On Aristotle On the Heavens 1.3–4. Bristol Classical Press, London 2011, ISBN 978-0-7156-4063-0.
- (Übers. mit Han Baltussen, Michael Atkinson, Michael Share): Simplicius, On Aristotle Physics 1.5–9. Bristol Classical Press, London 2012, ISBN 978-1-4725-5786-5.